# Абу Абдалла II
Абу Абдалла II Мухаммад ибн Абу Ташуфин, или Абу Абдалла II ― восемнадцатый правитель Тлемсена из династии Абдальвадидов (1424-1428 и 1430).

## Биография
В 1423 году Абу Абдалла сверг правителя Тлемсена Абу Малека I Абд аль-Вахида, который после низложения бежал в Марокко. Новый правитель был поддержан влиятельным султаном Хафсидов Абу Фарисом Абд-аль-Азизом (1393—1434), с которым Абу Абдалла вскоре вступил в конфликт. Абу Малек, не получив помощи от Маринидов в Фесе, отправил своего сына в Тунис, где Абу Фарис принял его и вручил в ответ письмо, в котором приглашал Абу Малека в Тунис. На обратном пути молодой принц был схвачен верными Абу Абдалле II людьми, письмо было найдено, и мальчик был казнён. Абу Абдалла мотивировал свою безжалостность тем, что мальчик помогал своим врагам. Абу Малек, узнав о гибели сына и письме Абу Фариса, отправился в Тунис, где султан, рассердившись на правителя Тлемсена, пообещал Абу Малеку помочь в возвращении на престол. В подтверждение своих претензий на власть Абу Малек показал Абу Фарису несколько фальшивых писем, в которых к нему за помощью якобы обращались влиятельные жители Тлемсена во главе с Ибн Абу Хаммадом (бывший хаджибом Абу Абдаллы II). Абу Фарис к тому времени собирал армию для экспедиции в Джарид (юг Туниса) и решил выделить часть войска Абу Малеку для похода на Тлемсен. Часть контингента отделилась и направилась в Константину, губернатор которой, Джа аль-Хайр, взамен подкрепил экспедицию своими силами. Вскоре объединённая под началом Джа аль-Хайра армия расположилась неподалёку от Тлемсена. Армия Тлемсена сделала вылазку и смогла занять окрестные высоты, захватила пленных и обратила армию Туниса в бегство. Среди пленных оказались два генерала, которых Абу Фарис заподозрил в измене (брат одного из них был казнён Абу Фарисом). Султан попросил Абу Абдаллу выдать ему этих пленников, но получил отказ. Тогда Абу Фарис начал полноценную военную кампанию против Тлемсена и лично осадил город. Абу Абдалле пришлось бежать на запад, а Абу Малек I вернулся на трон (апрель или май 1428 года).
Вскоре Абу Абдалла II отправился на восток и нашёл убежище в горах Брешка и Тенеса. Из арабских племён он сформировал армию, которая в ночь на 26 июля 1430 года отвоевала Тлемсен. Абу Малек I был схвачен и казнён на рассвете 26 июля.
Абу Фарис вскоре узнал о падении Абу Малека, и 84 дня спустя (19 октября 1430) подступил к Тлемсену во главе войска. Абу Абдалла II вновь бежал с некоторыми силами и укрылся в землях клана Бени-Есснасен. Абу Фарис направил против него отряды, которые блокировали сторонников Абу Абдаллы в крепости. Старейшины клана убедили беглого эмира сдаться, проявив тем самым мужество перед лицом султана. Однако когда он был доставлен к Абу Фарису, его заковали в кандалы и бросили в тюрьму, а затем казнили вместе с некоторыми сторонниками. Затем Абу Фарис вернулся в Тунис, но перед этим его люди в Тлемсене спросили, кого следует возвести на престол. Абу Фарис назначил Абу Аббас Ахмад ибн Абу Хамму, который правил под именем Абу Аббас Ахмад I (15 марта 1431 года).